# نامه قالبی
نامه قالبی (به انگلیسی: Form letter) نوعی نامه است که توسط یک الگو ساخته می‌شود؛ نه آنکه به صورت اختصاصی برای یک گیرنده خاص نوشته شده باشد. معمول‌ترین نوع نامه قالبی شامل یک یا بیشتر ناحیهٔ متن تکرار شونده است که توسط یک یا بیشتر «محل نگهداری برای متن جایگزینی» تفکیک و مجزا می‌شوند.
اگر چه نامه‌های قالبی معمولاً برای مخاطبان گسترده‌ای در نظر گرفته شده‌اند، بیشتر نامه‌های قالبی شامل عناصر یا ویژگی‌های سبک نگارشی است که برای نمایش به گیرنده خاص به صورت اختصاصی تنظیم شده‌اند. مثلاً ممکن است توسط قلم خودکار امضا شده باشد یا از ویژگی‌هایی مثل ادغام نامه استفاده کند، که به صورت خودکار نام‌های گیرندگان منحصر به فرد را درج می‌کند و وارد می‌کند.

## موارد استفاده
معمولاً از نامه‌های قالبی به عنوان نامه جواب استفاده می‌شود، یعنی افرادی که مکاتبات زیادی دارند، مثل چهره‌ها (سلبریتی‌ها) و سیاستمداران از آن‌ها استفاده می‌کنند. اگر از یک نامه قالبی موقعی که یک پیام اختصاصی‌تر که برای آن موقعیت مناسب‌تر است، استفاده شود، این موضوع ممکن است باعث بحث و مشاجره شود، مثلاً موقعی که داریم به فردی پیام تسلیت ارسال می‌کنیم، این موضوع صادق است.
از انواع دیگری از نامه قالبی برای ایجاد نامه‌های نامزد و کاندید به عنوان بخشی از یک فرایند کاربردی استفاده می‌شود، مثلاً در نامه‌های قبول یا ردی که شرکت‌های نشر، یا نهادهای حکومتی، دانشکده‌ها، دانشگاه‌ها، یا کارفرمایان آینده نگر ارسال می‌کنند، از «نامه قالبی» استفاده شده است.